# پروگابید
پروگابید (انگلیسی: Progabide) آنالوگ و پیش داروی γ-آمینوبوتیریک اسید (گابا) است که در درمان صرع به کار می‌رود.  پروگابید از راه تبدیل به گابا به عنوان آگونیست گیرنده‌های GABAA، GABAB و GABAA-ρ عمل می‌کند.

## کاربرد
پروگابید در فرانسه برای تک‌درمانی یا استفاده کمکی در درمان صرع تأیید شده است - به‌ویژه تشنج‌های تونیک-کلونیک، میوکلونیک، جزئی و سندرم لنوکس-گاستوت در کودکان و بزرگسالان.
پروگابید افزون بر صرع برای بسیاری از بیماری‌ها، از جمله بیماری پارکینسون، اسکیزوفرنی، افسردگی بالینی، اختلال اضطرابی و اسپاستیسیتی با سطوح مختلف موفقیت مورد بررسی قرار گرفته است.